# ジュニー・モリソン
ジュニー・モリソン（Walter "Junie" Morrison 1954年 - 2017年）はアメリカ合衆国のミュージシャン。オハイオ州デイトン生まれ。主に1970年代にファンク・R&B界においてキーボーディスト、ボーカリスト、作曲家、編曲家として活躍した。オハイオ・プレイヤーズの初期メンバーの一人で，後期Pファンクを支えた最重要メンバーの一人。ウニウニとうねり意表をつくキーボードサウンド、粘着質なボーカル、物悲しくも美しいメロディを奏でる作曲・編曲能力、キーボード以外にもギター、ベース、ドラム等なんでもこなすマルチタレントぶりに、「変態的天才」としばしば形容される。

## 来歴
1970年に結成されたファンクバンド、オハイオ・プレイヤーズのキーボーディスト、ボーカリストとして音楽活動をスタートさせたが、最初期の1、2ヶ月は電子ピアノを買うお金がなく、トランペットを演奏していたという。同バンドにて作曲家、キーボーディストとしての才能を発揮して3枚のアルバムを発表し、1973年5月には自身の作曲による"ファンキー・ワーム"（1971年発表）がヒットし、ビルボードR&Bチャート1位、ポップチャート15位を記録した。
1974年にオハイオ・プレイヤーズを脱退、その後3枚のソロアルバムを発表した後に、1977年にジョージ・クリントン率いるPファンクに参加した。
P-ファンク軍団（ファンカデリックおよびパーラメントの二つのバンドを主とするファンクグループ）と仕事をすることでジュニーの才能はさらに大きく開花し、ファンカデリック1978年発表の、ファンク・ロックの金字塔的アルバム、『ワン・ネイション・アンダー・ア・グルーヴ One Nation Under A Groove 』の制作に大きく関わった。その他1978年以降のファンカデリックおよびパーラメントの多くの楽曲の作曲、編曲、演奏、ボーカルに関与した。ジュニーの作曲は、多くが J.S.Theracon としてクレジットされている。またファンカデリック1979年発表のアルバム、アンクル・ジャム・ウォンツ・ユー収録の大ヒット曲、『ニー・ディープ (Not Just) Knee Deep 』は作曲者クレジットが「George Clinton, Jr」となっているが、これはジョージ・クリントンとジュニーのことであると後に判明した（1993年発表ジョージ・クリントン・ファミリー・シリーズ vol.3 プラッシュ・ファンク収録のジョージ・クリントンのインタビューより）。このように、Pファンク内での活動は偽名になっていたり、クレジットが正確でないものが多々あるため、過小評価されがちである。また同曲では楽器演奏のほとんどをジュニー一人で行っていることも特筆すべきことである。
1980年代に入るとPファンクの活動は急速に収束したが、ジョージ・クリントンのファーストアルバムに参加したり、自身のソロアルバムを発表するなど精力的に活動を続けた。1990年代にはソウル・トゥー・ソウルの音楽プロデューサー等として活躍し、また2004年には最新ソロアルバムを発表するなど2006年現在も活躍中である。
1997年、パーラメント-ファンカデリックの一員としてロックの殿堂入りを果たした。
2017年、死去。

## ディスコグラフィー（代表的参加アルバム）

### ソロアルバム
- When We Do (Westbound, 1972) (LP)
- Freeze (Westbound, 1973) (LP)
- Suzie Super Groupie (Westbound, 1974) (LP)
- ブレッド・アローン Bread Alone (CBS, 1980) 1994年CD化
- ジュニー5 5 (CBS, 1981) 1994年CD化
- Evacuate Your Seats (Ze/Island, 1984) (LP)
- ウェストバウンド・イヤーズ (P-Vine, 1994)

ウェストバウンドに残した初期ソロアルバム3枚からの編集版
- When The City (JunieFunk Recordings, 2004)

### オハイオ・プレイヤーズ
- ペイン Pain (Westbound, 1970)
- プレジャー Pleasure (Westbound, 1971)
- エクスタシー Ecstacy (Westbound, 1972)

### パーラメント
- モーター・ブーティー・アフェア Motor-Booty Affair (Casablanca, 1978)
- グローリィホーラストゥピッド Gloryhallastoopid (Casablanca, 1979)
- トロンビピュレイション Trombipulation (Casablanca, 1980)

### ファンカデリック
- ワン・ネイション・アンダー・ア・グルーヴ One Nation Under A Groove (Priority, 1978)
- アンクル・ジャム・ウォンツ・ユー Uncle Jam Wants You (Priority, 1979)
- エレクトリック・スパンキング・オブ・ウォー・ベイビーズ The Electric Spanking of War Babies (Priority, 1981)

### ジョージ・クリントン
- Computer Games (Capitol, 1982)